# رگیتون
رِگِیتون (به انگلیسی: Reggaeton) گونه‌ای موسیقی است که اواخر دهه ۱۹۹۰ میلادی تحت تأثیر هیپ هاپ و موسیقیهای لاتین و کارائیبی در پورتوریکو شکل گرفت. خوانندگی در این سبک معمولاً به صورت رپ خوانی و آواز به زبان اسپانیایی است.
از خواننده های این سبک میتوان به پیتبول، بد بانی، انریکه ایگلسیاس، رائو آلهاندرو جی بالوین، ددی یانکی، ریکی مارتین، ناتی ناتاشا، آنیتا، نیکی جم، مالوما، اوسونا، و... اشاره کرد